# Феодора Комнина (дочь Алексея I)
Феодора Комнина (15 января 1096, Новый Рим, Византийская империя — XII век) — четвёртая дочь византийского императора Алексея I Комнина и Ирины Дукини. Вышла замуж за Константина Ангела, и этот брак положил начало династии Ангелов. В конце XII века её внук Исаак Ангел свергнул с имперского престола последнего представителя династии Комнинов.

## Биография
Феодора родилась в Константинополе 15 января 1096 года и стала четвёртой дочерью византийского императора Алексея I Комнина и Ирины Дукини.
Феодора стала супругой Константина Ангела (1085 — после июля 1166) после 1120 года. Её муж в дальнейшем стал полководцем Мануила I Комнина, и в 1145 году его назначили командующим имперского флота, направленного в Сицилию.
У Константина и Феодоры было несколько детей:
- Иоанн Дука (1126—1200) — севастократор.
- Алексей Комнин Ангел.[6]
- Андроник Дука Ангел (умер после 1185 года) — женился на Ефрасинье Кастамонитиссе, от которой у него было девять детей, включая будущих императоров: Алексея III и Исаака II.
- Исаак Ангел — военный губернатор Киликии.
- Мария Ангелина.
- Евдокия Ангелина — жена Гуделия Цикандила[7].
- Зоя Ангелина — жена Андроника Синадина[8].

Дата смерти Феодоры неизвестна.